# Altheim, Ehingen
Altheim är en kommun (tyska Gemeinde) i Alb-Donau-Kreis i förbundslandet Baden-Württemberg i Tyskland. Folkmängden uppgår till cirka 600 invånare, på en yta av 7,8 kvadratkilometer.
Kommunen ingår i kommunalförbundet Allmendingen tillsammans med kommunnen Allmendingen.

## Befolkningsutveckling
| Befolkningsutvecklingen i Altheim 1975–2015 | Befolkningsutvecklingen i Altheim 1975–2015 | Befolkningsutvecklingen i Altheim 1975–2015 | Befolkningsutvecklingen i Altheim 1975–2015 | Befolkningsutvecklingen i Altheim 1975–2015 |
| ------------------------------------------- | ------------------------------------------- | ------------------------------------------- | ------------------------------------------- | ------------------------------------------- |
|                                             |                                             |                                             |                                             |                                             |
| År                                          |                                             |                                             | Folkmängd                                   | Areal (ha)                                  |
| 1975                                        | 1975                                        |                                             | 500                                         | 780                                         |
| 1980                                        | 1980                                        |                                             | 510                                         |                                             |
| 1985                                        | 1985                                        |                                             | 505                                         |                                             |
| 1990                                        | 1990                                        |                                             | 548                                         | 778                                         |
| 1995                                        | 1995                                        |                                             | 533                                         | 780                                         |
| 2000                                        | 2000                                        |                                             | 553                                         |                                             |
| 2005                                        | 2005                                        |                                             | 573                                         |                                             |
| 2010                                        | 2010                                        |                                             | 582                                         | 779                                         |
| 2015                                        | 2015                                        |                                             | 599                                         |                                             |
|                                             |                                             |                                             |                                             |                                             |